# Carrapeta-verdadeira
Guarea guidonia (L.) Sleumer, conhecida popularmente como carrapeta-verdadeira, entre outros nomes, é uma planta da família das Meliáceas que se distribui desde a Costa Rica e Panamá até ao Paraguai e Argentina. Ocorre nas matas de quase todo o Brasil, sendo abundante na Amazónia, até ao Rio de Janeiro. Chega a atingir 25 a 30 metros de altura e 1 metro de diâmetro de tronco à altura do peito de um homem. A sua casca é utilizada para fins medicinais, tendo propriedades vermífugas, febrífugas, laxantes e adstringentes. A sua madeira, branca, é muito valorizada. A sua folhagem é densa. As folhas são penadas, com 8 a 20 folíolos verde-escuros que podem chegar até aos 30 cm e dispõem-se alternadamente. As flores são brancas e dispõem-se em panículas pilosas em forma de pirâmide. Os frutos são cápsulas globosas, amareladas, com sementes avermelhadas.

## Nomes vulgares
↑ Esta espécie é conhecida vulgarmente pelos seguintes nomes:
| - Açafroa - Ataúba - Bilreiro - Cairana - Camboatã - Canjerana-miúda - Carapeta - Carrapeta - Carrapeta-da-mata-virgem - Cedrão - Cedro-branco |  |  | - Cedrorana - Cura-madre - Gito - Gitó - Guaré - Jataúba - Jataúba-branca - Jatuaúba-branca - Jatuaúba-igapo - Jitó |  |  | - Macaqueiro - Macuqueira - Marinheiro - Nogueira-do-mato - Pau-bala - Pau-marinheiro - Peloteira - Rosa-branca - Taúva |

## Sinonímia botânica
↑ Vários botânicos têm designado a espécie por diversos nomes científicos:
| - Guarea alba - Guarea alternans - Guarea andreana - Guarea aubletii A.Juss. - Guarea bahiensis Klotzsch - Guarea bilibil - Guarea cabirme - Guarea campestris - Guarea dodecandra L. - Guarea eggersii - Guarea francavillana - Guarea guara (Jacq.) P.Wilson - Guarea leticiana Harms |  |  | - Guarea longipetiola - Guarea multiflora A.Juss. - Guarea multijuga A.Juss. - Guarea parva - Guarea perrottetiana A.Juss. - Guarea puberula Pittier - Guarea pungans A.St.-Hil. - Guarea racemiformis S.F.Blake - Guarea rubescens C.DC. - Guarea rubicalyx S.Moore - Guarea rubricalyx S.Moore - Guarea rubrisepala Cuatrec. - Guarea rusbyi (Britton) Rusby |  |  | - Guarea subspicata C.DC. - Guarea surinamensis Miq. ex C.DC. - Guarea swartzii Macf. non DC. - Guarea sylvestris S.Moore - Guarea trichilioides L. - Guarea trichilioides brachystachya C.DC. - Guarea trichilioides colombiana C.DC. - Guarea trichilioides decandra C.DC. - Guarea trichilioides pallida C.DC. - Guarea tuberculata purgans (A.St.-Hil.) C.DC. - Guarea xiroresana C.DC. - Melia guara Jacq. - Samyda denticulata Christm. |  |  | - Samyda denticulata L. ex Poir. - Samyda dodecandra Jacq. - Samyda guidonia L. - Samyda oligostemon Urb. - Samyda pubescens auct. non L. - Samyda rosea Sims - Samyda rubra Sessé & Moç.ex DC. - Samyda serrulata L. - Samyda tenuifolia Urb. - Samyda velutina DC. - Swietenia macrophylla King - Sycocarpus rusbyi Britton - Trichilia guara (Jacq.) L. |